# Philodromus pygmaeus
Philodromus pygmaeus este o specie de păianjeni din genul Philodromus, familia Philodromidae, descrisă de Levy, 1977.
Este endemică în Israel. Conform Catalogue of Life specia Philodromus pygmaeus nu are subspecii cunoscute.